# Sjung hej allihopa
Sjung hej allihopa är det sjätte studioalbumet av den svenske trubaduren Lars Demian, utgivet 2002 på Alpha Records. Albumet föregicks av Lars Demians sista frestelse, som såldes exklusivt på Demians turné 1999. Fem av låtarna kom senare med på detta album i nyinspelade versioner.
Sjung hej allihopa producerades av Demian och Leif Jordansson och uppnådde som högst plats 14 på den svenska albumlistan.

## Låtlista
Alla låtar är skrivna av Lars Demian.
1. "Helt jävla ensam" – 4:35
2. "Vad som helst for dej" – 3:47
3. "C-Gs ouverture" – 0:47
4. "Konungens skål" – 4:27
5. "Den lille liberalen" – 5:22
6. "Strippan" – 3:57
7. "Molnigt i Solna" – 4:13
8. "Hipp krog" – 4:15
9. "H & M" – 4:26
10. "För mej själv" – 3:46
11. "Sjung hej allihopa" – 6:00

## Listplaceringar
| Lista (2002)        | Högsta placering |
| ------------------- | ---------------- |
| Svenska albumlistan | 14               |

## Medverkande
- Anders Annerskog – trummor
- Mikael Augustsson – bandoneon, keyboard
- Lars Demian – framförare, producent
- Pelle Halvarsson – cello
- Christian Hörgren – cello
- Lotta Johansson – fiol, såg
- Leif Jordansson – stränginstrument, producent
- Malin-My Nilsson – fiol
- Arvid Pettersson – bastuba
- Benjamin Quigley – kontrabas
- Thomas Ringquist – viola
- Bebe Risenfors – blåsinstrument, slagverk
- Hakan Vreskala – slagverk
- Lars Ydgren – klarinett, flöjt

Källa